# Piketkaarten
Piketkaarten zijn de 32 speelkaarten met waarde hoger dan 6. 
Dit zijn dus de kaarten 7, 8, 9, 10, boer, dame, heer en aas. De kaarten lager dan 7 en de jokers horen er niet bij. Diverse kaartspelen, zoals klaverjassen, toepen, eenendertigen, eenenvijftigen, Nederlands Hartenjagen, manillen en bieden, maken alleen gebruik van de piketkaarten.
Er bestaan pakjes kaartspelen met enkel deze piketkaarten, maar vaak neemt men een normaal pak kaarten waarbij men alleen de piketkaarten gebruikt.